# Epidendrum mocinoi
Epidendrum mocinoi är en orkidéart som beskrevs av Eric Hágsater. Epidendrum mocinoi ingår i släktet Epidendrum och familjen orkidéer. Inga underarter finns listade i Catalogue of Life.